# Equipos y organizaciones del Universo cinematográfico de Marvel
El Universo cinematográfico de Marvel (UCM) es una franquicia de medios estadounidense y un universo compartido centrado en películas de superhéroes y otras series protagonizadas por varios superhéroes titulares producidos de forma independiente por Marvel Studios y basados en personajes que aparecen en los cómics estadounidenses publicados por Marvel Comics. El universo compartido, al igual que el Universo Marvel original en los cómics, se estableció cruzando elementos, escenarios, elenco y personajes comunes de la trama. A lo largo de las películas y medios relacionados (como las miniseries de Disney+) se han formado varios equipos y organizaciones, cada uno con diferentes objetivos y propósitos.

## Equipos y facciones

### Vengadores
Los Vengadores son el equipo central de superhéroes protagonistas de "La saga Infinity" dentro del Universo cinematográfico de Marvel. Creado por Nick Fury y dirigido principalmente por Steve Rogers / Capitán América, el equipo es una organización con sede en Estados Unidos compuesta principalmente por personas mejoradas comprometidas con la protección mundial contra amenazas. Los Vengadores operan en el estado de Nueva York; comenzando en la Torre de los Vengadores en Midtown Manhattan y, posteriormente, desde el Complejo de los Vengadores en el norte del estado de Nueva York.
Fueron presagiados en la película de 2008, Iron Man, en la que Nick Fury hizo referencia a la "Iniciativa de los Vengadores" en una escena posterior a los créditos. El equipo apareció por primera vez en The Avengers (2012), formado por Tony Stark, Steve Rogers / Capitán América, Bruce Banner / Hulk, Thor, Natasha Romanoff / Black Widow y Clint Barton / Hawkeye. La alineación que fue representada por Joss Whedon se basa principalmente en los Ultimates de Ultimate Marvel, con la excepción de dos fundadores clásicos, Hank Pym / Ant-Man y Janet van Dyne / The Wasp. En Avengers: Age of Ultron, Pietro Maximoff y Wanda Maximoff se unen a los Vengadores antes de la Batalla de Sokovia mientras Visión, James Rhodes / Máquina de Guerra y Sam Wilson / Falcon también se unen a ellos en una nueva lista de equipo liderada por Rogers. En Capitán América: Civil War, los Vengadores se dividen en dos equipos, uno liderado por Rogers y otro liderado por Stark. En Avengers: Infinity War, los Vengadores luchan contra Thanos, y Stark oficialmente convierte a Peter Parker / Spider-Man en miembro del equipo. En Avengers: Endgame, cinco años después de los eventos de Infinity War, Nebula, Rocket, Carol Danvers / Capitana Marvel, y Scott Lang / Ant-Man se unen a los Vengadores también.
Los Vengadores aparecen en las películas The Avengers, Avengers: Age of Ultron, Captain America: Civil War, Avengers: Infinity War, Capitana Marvel (escena de mitad de créditos) y Avengers: Endgame; así como en la serie de Disney+, Loki (en material de archivo). Versiones alternativas del equipo también aparecen en la serie animada de Disney+, What If...?. Los miembros individuales de los Vengadores son personajes centrales en casi todas las películas del MCU.

### Hijos de Thanos
Los Hijos de Thanos eran un equipo de élite de individuos poderosos que usaban sus habilidades para servir a su padre adoptivo Thanos. Como los perversos generales de Thanos, lo ayudaron en su misión de encontrar y aprovechar el poder de las Gemas del Infinito. Thanos adoptó a seis niños conocidos: Ebony Maw, Proxima Midnight, Corvus Glaive, Cull Obsidian, Gamora y Nébula, y los entrenó en las formas de combate, convirtiendo a cada uno de ellos en un guerrero mortal. A lo largo de los años, Gamora y Nebula se volverían contra Thanos, mientras que el resto de sus hijos continuaron sirviéndole fielmente. En 2018, una vez que Thanos inició su cruzada para adquirir las seis Gemas del Infinito, los envía a la Tierra para recuperar las Gemas del Tiempo y de la Mente. Maw y Obsidian intentan quitar el primero del Ojo de Agamotto de Doctor Strange, mientras que Glaive y Midnight intentan robar el segundo de Visión, pero ambos grupos son asesinados por los miembros de los Vengadores. Cinco años después, versiones alternativas de los Hijos de Thanos del 2014 viajan en el tiempo hasta 2023 y participan en la batalla entre las fuerzas de Thanos y los Vengadores, Guardianes de la Galaxia, Maestros de las Artes Místicas y Devastadores. Obsidian y Glaive mueren durante la batalla, mientras que Maw y Midnight se desintegran después de que Stark usa las Gemas del Infinito para chasquear los dedos. Una versión alternativa que se muestra en What If...? muestra cómo Thanos perdió el equipo ante El Coleccionista cuando se volvió bueno.
Aparecieron en las películas Avengers: Infinity War y Avengers: Endgame; así como en la serie animada de Disney+, What If...?, en la que se les conoce como la Orden Negra.

### PRIDE
PRIDE es una organización sin ánimo de lucro fundada por miembros importantes de la sociedad de Los Angeles: empresarios, científicos, líderes religiosos, etc, quienes vendieron su alma a una entidad alienígena llamada El Magistrado, llevando sacrificios humanos a cambio de la seguridad de sus hijos. 
Apareció en Runaways.

### Dora Milaje
Las Dora Milaje, también conocidas simplemente como las Dora, son una organización de élite de guardaespaldas femeninas y las fuerzas especiales de Wakanda. La general actual es Ayo. Florence Kasumba interpreta a Ayo, miembro de Dora Milaje, en Capitán América: Civil War, como guardia de T'Challa. Luego aparecen en Black Panther. Florence Kasumba repite su papel, Danai Gurira interpreta a Okoye, y Sydelle Noel interpreta a Xoliswa, mientras que las Dora Milaje no nombradas son interpretadas por Marija Abney, Janeshia Adams-Ginyard, Maria Hippolyte, Marie Mouroum, Jénel Stevens, Zola Williams, Christine Hollingsworth, y Shaunette Renée Wilson. Después de que Killmonger se hace cargo de Wakanda y aparentemente mata a T'Challa, las Dora Milaje lo apoyan a regañadientes, ya que deben permanecer leales al trono. Después de que T'Challa regresa, las Dora Milaje lucha contran Killmonger, aunque Xoliswa muere en el proceso. En 2018, las Dora Milaje se unen a los Vengadores para defender a Wakanda de las fuerzas de Thanos, mientras luchan contra las fuerzas de Thanos nuevamente en 2023. En 2024, después de que Bucky Barnes libere a Helmut Zemo de prisión, las Dora Milaje persiguen a este último, y finalmente lo capturan antes de enviarlo a la Balsa. Ayo le aconseja a Barnes que no regrese a Wakanda por un tiempo, aunque puede pedirles que creen un traje para Sam Wilson.
Aparecieron en las películas Capitán América: Civil War, Black Panther, Avengers: Infinity War, Avengers: Endgame y Black Panther: Wakanda Forever; así como la serie de televisión de Disney+, The Falcon and the Winter Soldier y What If...?.

### Guardianes de la Galaxia
Los Guardianes de la Galaxia son una banda de forajidos que se unieron para proteger la galaxia de las amenazas. Los miembros fundadores del grupo son Star-Lord, Gamora, Drax, Rocket y Groot. La membresía del equipo se amplía más tarde con la adición de Mantis mientras que Yondu Udonta y Nebula ayudan temporalmente en su lucha contra Ego. Kraglin también ayuda al equipo en el enfrentamiento final. Cuatro años después, ayudan a Thor y los Vengadores a enfrentarse a Thanos en su intento de recolectar las seis Gemas del Infinito. Thanos logra recolectar todas las Gemas, asesinando a Gamora en el proceso y desintegra la mitad de toda la vida en el universo, con Star-Lord, Drax, Mantis, y Groot entre sus víctimas, con solo Rocket y Nebula a salvo. Después de que Thanos destruye las Gemas y es ejecutado por Thor, Rocket y Nebula se convierten en miembros de los Vengadores. En 2023, utilizan el Reino Cuántico para viajar a universos alternativos y recuperar las Gemas Infinitas. Tienen éxito, pero una variante alternativa de Thanos de 2014 se da cuenta de la presencia de esta otra Nebula y la captura, enviando su Nebula al presente en lugar de la primera. La Nebula alternativa trae al Thanos alternativo y su ejército al universo principal, donde destruye el Complejo de los Vengadores para adquirir las Gemas para matar a todo el universo. Nebula convence con éxito a una Gamora alternativa para que se una a ella para oponerse a Thanos y mata a su contraparte alternativa. Las fuerzas combinadas de los Vengadores, los Guardianes y todos sus aliados logran repeler sus fuerzas y eliminar al Thanos alternativo y su ejército. Luego, Nebula y Thor se unen a los Guardianes, bromeando diciendo que ahora son los "Asgardianos de la Galaxia", y discuten en broma con Quill sobre el mando del equipo.
En 2024, el equipo ayuda a Thor a recuperar su forma y se les une Kraglin, que ahora usa (aunque todavía ajusta) la "flecha de aleta y yaka" del difunto Yondu. Emprenden varias aventuras por toda la galaxia. En el planeta Indigarr, se encuentran con Korg. Allí, Thor decide dejar a los Guardianes en busca de respuestas al enterarse de que dioses están siendo asesinados en todo el universo. En 2025, como se muestra en The Guardians of the Galaxy Holiday Special, el equipo ganó una gran cantidad de dinero y recursos al salvar el universo y comprar la antigua casa de Knowhere de El Coleccionista, para usarla como base de operaciones. Cosmo el perro espacial luego se une al equipo y les ayuda a reconstruir Knowhere. Mantis y Drax celebran la Navidad para Quill con la ayuda de los otros Guardianes y residentes de Knowhere. En 2026, Quill se emborracha con frecuencia debido al duelo que sufre por Gamora, mientras el equipo construye con éxito su sede. Una noche, son atacados por Adam Warlock, quien hiere gravemente a Rocket, y es derrotado por Nebula. El equipo parte en su nueva nave y asigna a Cosmo y Kraglin la tarea de vigilar Knowhere. Se dirigen a Orgocorp y son detenidos por los Devastadores, donde la versión alternativa de Gamora tiene la tarea de ayudarlos. Recuperan el archivo de Rocket y parten hacia la Contra-Tierra. Quill y Groot se van para reunirse con el Alto Evolucionador, mientras que Nebula se ve obligada a quedarse afuera. Quill y Groot escapan con uno de los hombres del Alto Evolucionador y recuperan el código para salvar a Rocket. Nebula, junto con Mantis y Drax, ingresan al barco para salvar a Quill y Groot, pero son capturados. Gamora protege a Rocket y recoge a Quill y Groot. Quill proporciona el código, pero Rocket tiene un paro, sin embargo, Quill lo resucita. Después de enterarse de que los demás han sido capturados, Quill le pide a Kraglin que lleve a Knowhere a la nave del Alto Evolucionador. El equipo derrota al Alto Evolucionador y Cosmo usa sus poderes para evitar que la nave se estrelle contra Knowhere y proporcionar un escape seguro para los animales y niños capturados. Quill casi muere pero es rescatado por Warlock. Luego, Quill se despide de Gamora y le dice al equipo que se va a la Tierra. Mantis anuncia que se irá para descubrirse a sí misma y Nebula le pide a Drax que la ayude a criar a sus hijos en Knowhere. Quill luego le da a Rocket el título de Capitán y le permite quedarse con su Zune.
Algún tiempo después, Rocket, liderando un nuevo equipo formado por Groot, Cosmo, Kraglin, Warlock, la mascota de Warlock, Blurp, y Phyla, uno de los niños rescatados, van a una misión en Krylor.
Aparecieron en las películas Guardians of the Galaxy, Guardians of the Galaxy Vol. 2, Avengers: Infinity War, Avengers: Endgame, Thor: Love and Thunder, y Guardians of the Galaxy Vol. 3; así como el especial de televisión de Disney+, The Guardians of the Galaxy Holiday Special y la serie animada, What If...?.

### Guardianes del Multiverso
Los Guardianes del Multiverso es un grupo formado por superhéroes y supervillanos de todo el Multiverso. El grupo fue reunido por el Vigilante con el objetivo de evitar que una versión alternativa de Ultrón destruya el Multiverso. Los miembros del grupo son Peggy Carter / Capitana Carter, T'Challa / Star-Lord, Thor, Erik "Killmonger" Stevens, Gamora, Natasha Romanoff / Black Widow y Stephen Strange / Doctor Strange Supremo. Después de una larga batalla, el equipo derrota a Ultron, pero Killmonger entra en un duelo con Arnim Zola por las Gemas del Infinito. Strange Supremo luego lanza un hechizo que encarcela a los dos dentro de una dimensión de bolsillo antes de que el equipo se disuelva y el Vigilante los regrese a sus universos. Sin embargo, como el universo de Romanoff fue destruido por Ultrón, ella es transportada a otro universo, donde los candidatos a Vengadores fueron asesinados por Hank Pym.
Aparecieron en la serie animada, What If...?.

### Comandos Aulladores
Los Comandos Aulladores (en inglés:  Howling Commandos) son una unidad de combate de élite que había sido dirigida por el Capitán América (interpretado por Chris Evans) durante la Segunda Guerra Mundial. Al final de la guerra y después de la aparente desaparición del Capitán, su unidad continuó activa y fue dirigida por Dum Dum Dugan (interpretado por Neal McDonough). Se introducen por primera vez en Capitán América: El primer vengador. Estaban formados por hombres liberados de un campo de prisioneros de Hydra por Rogers. Su número también incluía a Bucky Barnes, Gabe Jones, James Montgomery Falsworth, Jim Morita y Jacques Dernier (interpretado por Sebastian Stan, Derek Luke, JJ Feild, Kenneth Choi y Bruno Ricci respectivamente). Dugan y Morita aparecen en un flashback en el episodio «Shadows» de la serie de televisión, Agents of S.H.I.E.L.D., con McDonough y Choi retomando sus respectivos papeles. Ayudan a Peggy Carter (Hayley Atwell) a capturar agentes de Hydra después de los acontecimientos de The First Avenger. Los Comandos Aulladores aparecen en el episodio «The Iron Roof» de la serie de televisión, Agent Carter, que consta de Dugan (interpretado nuevamente por McDonough) y nuevos miembros. Happy Sam Sawyer (Leonard Roberts), Junior Juniper (James Austin Kerr) y Pinky Pinkerton (Richard Short). Mientras el equipo ayuda a Carter en una misión a Rusia, Juniper revela que él fue quien ideó el nombre "Comandos Aulladores" antes de morir en acción.
En la película de 2014, Captain America: The Winter Soldier, el equipo se identifica específicamente como los Comandos Aulladores como parte de una exhibición del Smithsonian. En Agents of S.H.I.E.L.D., el equipo utiliza equipamientos antiguos de los Comandos Aulladores proporcionados por el agente Antoine Triplett, nieto de uno de los Comandos Aulladores.
Versiones alternativas de la línea de tiempo de los Comandos Aulladores aparecen en la serie animada de Disney+, en el episodio de la serie What If...?, «What If... Captain Carter Were the First Avenger?».
Aparecieron en la película Captain America: The First Avenger y Agent Carter, así como en la serie animada de Disney+, What If...?

### Revengadores
Los Revengadores son un equipo de ex prisioneros de Sakaar reunidos por Thor para escapar del planeta y derrotar a Hela. El equipo está formado por Thor, Loki, Hulk, Valkyrie, Korg y Miek. Con la excepción de Loki, quien es estrangulado por Thanos, el equipo sobrevive al Ragnarok y al ataque al Statesman.
Aparecieron en la película Thor: Ragnarok y en la serie de Disney+, Loki, mediante imágenes de archivo.

### Aquelarre
El Aquelarre es un culto de brujas que adora al personaje artúrico, Morgan Le Fay, en sus planes de dominar el mundo atrayéndolo a la Dimensión Oscura.
Aparecieron en la tercera temporada de la serie, Marvel's Runaways.

### Aquelarre de Salem
El Aquelarre de Salem era un aquelarre de brujas con sede en Salem, Massachusetts. En 1693, durante los juicios de brujas de Salem, el aquelarre trajo a uno de sus miembros, Agatha Harkness, al bosque. Ella suplicó que la perdonaran, pero la ataron a un poste de madera con ataduras mágicas. Evanora Harkness, su madre, le preguntó si era bruja, lo que Agatha admitió. Evanora respondió diciendo que había traicionado a su aquelarre y robado conocimiento por encima de su lugar y que practicaba la magia más oscura, lo que Agatha negó. Las brujas intentaron matar a Agatha con rayos de energía mientras Agatha le suplicaba a Evanora. Agatha continuó llorando hasta que sus poderes se hicieron cargo y revirtió el efecto de los rayos sobre las brujas y las mató. Agatha se liberó del poste y mató a Evanora antes de quitarle el broche al cadáver de su madre y volar.
Aparecieron en la serie de Disney+, WandaVision.

### Starforce
Starforce es un grupo de trabajo militar de élite de hábiles guerreros Kree al servicio del Imperio Kree. Liderado por Yon-Rogg (interpretado por Jude Law), el grupo también incluye a Vers, Korath, Minn-Erva, Att-Lass y Bron-Char (interpretado por Brie Larson, Djimon Hounsou, Gemma Chan, Algenis Perez Soto, y Rune Temte, respectivamente). El grupo se ve por primera vez yendo al planeta Torfa para rescatar a un explorador Kree llamado Soh-Larr. Vers es capturada en una emboscada de Skrull dirigida por Talos, pero escapa a la Tierra y se pone en contacto con Yon-Rogg. Después de un parlamento con Talos y el descubrimiento de los refugiados Skrull escondidos por Mar-Vell, el Starforce llega a la Tierra y toma prisioneros a los Skrulls, Nick Fury, Maria Rambeau, y Goose. Vers, en su identidad recuperada de Carol Danvers, se encuentra en una transmisión con la Inteligencia Suprema. Después de liberarse y sobrecalentar el implante que limitaba sus habilidades, Carol Danvers lucha contra los soldados de Starforce y Kree para rescatar a Nick Fury, Maria Rambeau y los Skrulls; la mayoría de los Kree antagonistas mueren o quedan incapacitados.
Aparecieron en la película, Capitana Marvel.

### Centro de Comando de Operaciones Estratégicas
El Centro de Comando de Operaciones Estratégicas (en inglés: Strategic Operations Command Center), también conocido por su acrónimo en inglés SOCC, era un grupo de trabajo especial liderado por Thaddeus Ross para cazar a Hulk. Parte del Ejército de los Estados Unidos, el SOCC rastreó a Banner en Río de Janeiro, Brasil e intentó arrestarlo, pero Banner se transforma en Hulk y logra escapar. Luego, el SOCC se enfrenta a Hulk en Grayburn College y arresta a Banner, pero se ve obligado a convertirse en aliados temporales de él durante su lucha con la Abominación en Harlem.
Apareció en la película The Incredible Hulk.

### Valquirias
Las Valquiria eran un grupo de mujeres guerreras asgardianas que sirvieron a las órdenes de Odín. Descrito por Thor como una "leyenda", las valquirias juraron proteger el trono y volar sobre caballos alados. Durante una de sus misiones, Odin los envió a Hel para evitar que su hija, Hela escapara. Sin embargo, Hela asesinó sin ayuda a todas las Valquirias menos a una antes de que llegara Odín y la detuviera. Profundamente traumatizada por la experiencia, la única valquiria sobreviviente deja Asgard y se convierte en cazarrecompensas, sirviendo al Gran Maestro en Sakaar como "Recolectora 142".
Aparecieron en la película Thor: Ragnarok.

### Tres Guerreros
Los Tres Guerreros son un grupo de guerreros/aventureros asgardianos, formado por Hogun, Fandral y Volstagg, con Fandral interpretado inicialmente por Joshua Dallas, Hogun interpretado por Tadanobu Asano y Volstagg interpretado por Ray Stevenson. A menudo luchan junto a Thor y Lady Sif. Zachary Levi luego reemplaza a Joshua Dallas como Fandral. En última instancia, son asesinados por Hela durante su toma de posesión de Asgard.
Aparecieron en las películas Thor, Thor: The Dark World y Thor: Ragnarok; así como en la serie animada de Disney+, What If...?.

### Secuaces de Cassandra Nova
Los Secuaces de Cassandra Nova son un grupo de variantes de varios supervillanos de Marvel provenientes del Multiverso, muchos de ellos mutantes. Y de los cuales trabajan a cambio de sobrevivir para Cassandra Nova, una mutante gemela de Charles Xavier, la cual se crio en el Vacio antes incluso de empezar a caminar, la cual los utiliza para gobernar su propia dimensión adoptiva.
Ellos aparecieron en la película Deadpool & Wolverine.

### Nuevos Vengadores
Los Nuevos Vengadores son un equipo de antihéroes gubernamental que anteriormente se hacían llamar Thunderbolts en honor a un equipo escolar de Yelena Belova. Actualmente tienen problemas de derechos de autor con el grupo que quiere formar Sam Wilson, debido a que ambos grupos tienen la palabra Vengadores en sus respectivos nombres.
Aparecen en la película Thunderbolts*.

### Cuatro Fantásticos
Los Cuatro Fantásticos son una familia de superhéroes del universo retrofuturista 828 que fueron sometidos a la radiación cósmica tras un accidente espacial. Esta formado por Mr. Fantástico, su esposa la Mujer Invisible, su cuñado la Antorcha Humana y su mejor amigo La Cosa.
Aparecen en Los Cuatro Fantásticos: Primeros Pasos.

## Compañías

### Advanced Idea Mechanics
Advanced Idea Mechanics, más conocida por sus siglas A.I.M., fue una empresa de investigación y desarrollo científico fundada por Aldrich Killian. En 1999, Killian intentó reclutar a Tony Stark, pero fracasó y Maya Hansen se le acercó, quien aceptó unirse a la organización y desarrollar la tecnología de manipulación genética Extremis. A lo largo de los años, A.I.M. reunió un ejército de soldados a Extremis, pero muchos de ellos se volvieron inestables y explotaron. Para encubrir los accidentes, Killian contrató al actor fallido Trevor Slattery para hacerse pasar por El Mandarín y reclamar la responsabilidad de los "ataques". Las acciones de El Mandarín finalmente llamaron la atención de Tony Stark, cuya mansión fue destruida más tarde por A.I.M., mientras que Killian secuestró al presidente estadounidense Matthew Ellis. Killian finalmente es detenido por Stark y James Rhodes, y luego es asesinado por Pepper Potts.
Apareció en la película Iron Man 3 y fue mencionada en la serie de ABC, Agents of S.H.I.E.L.D..

### Alias Investigations
Alias Investigations es una agencia de detectives privada local de Nueva York, dirigida por la ex justiciera, Jessica Jones, quien utiliza su apartamento cómo sede de la agencia.
Apareció en las series de Netflix, Jessica Jones y The Defenders.

### Bestman Salvage
Bestman Salvage era una empresa con sede en Nueva York propiedad y dirigida por Adrian Toomes. Otros empleados incluyeron a Phineas Mason, Herman Schultz, Jackson Brice y Randy Vale. Esta empresa dejó de ser legal después de que el Departamento de Control de Daños se hiciera cargo de sus contratos, lo que llevó a Toomes a elegir una vida delictiva para mantener a su familia.
Apareció en la película, Spider-Man: Homecoming.

### Bishop Security
Bishop Security es una empresa de seguridad propiedad y operada por la familia Bishop en la ciudad de Nueva York.
Apareció en la serie de Disney+, Hawkeye.

### F.E.A.S.T.
Food, Emergency Aid, Shelter & Training, más conocida por su acrónimo F.E.A.S.T, es una organización benéfica estadounidense sin fines de lucro. En 2024, May Parker trabajó para F.E.A.S.T. para alimentar a los pobres y hambrientos en Nueva York. Durante uno de sus turnos, Norman Osborn recientemente desplazado busca refugio en el Centro Comunitario de F.E.A.S.T., y May la atiende hasta que su sobrino Peter Parker llega para acompañarlo al Santuario de Nueva York, que alberga todos los otros individuos desplazados de todo el multiverso.
Apareció en la película, Spider-Man: No Way Home.

### Goodman, Lieber, Kurtzberg y Holliway
Goodman, Lieber, Kurtzberg & Holliway, más conocido por sus iniciales GLK&H, es un bufete de abogados estadounidense que opera en la ciudad de Nueva York y Los Ángeles. Holden Holliway es un personaje de la serie, interpretado por Steve Coulter. Los nombres de los otros socios invisibles son una referencia a Martin Goodman (nacido Moe Goodman), Stan Lee (nacido Stanley Lieber) y Jack Kirby (nacido Jacob Kurtzberg).
Apareció en la serie de Disney+, She-Hulk: Attorney at Law.

### Rand Enteprises
Rand Enterprise es un conglomerado de apoyo humanitario propiedad de los empresarios Danny Rand y Ward Meachum, los hijos de sus fundadores.
Apareció en las series de Netflix Daredevil, Iron Fist, The Defenders y Luke Cage.

### Nelson, Murdock y Page
Nelson, Murdock y Page, anteriormente conocido como Nelson y Murdock, es un bufete de abogados neoyorquino local dirigido por Matt Murdock (quien en secreto es el vigilante conocido como Daredevil), Foggy Nelson y Karen Page. Han sido abogados de varios justicieros cómo Punisher y Spider-Man.
Apareció en serie de Netflix Daredevil y la película Spider-Man: No Way Home.

### Hammer Industries
Hammer Industries es una empresa estadounidense de fabricación de armas anteriormente dirigida por Justin Hammer, hasta su arresto en la Stark Expo. Tras el anuncio sin precedentes de Tony Stark de que su empresa ya no fabricaría armas, Hammer Industries recibió el contrato de armas para Fuerzas Armadas de los Estados Unidos. Sin embargo, a pesar de sus afirmaciones, la mayoría de las armas producidas por Hammer Industries son defectuosas o débiles.
Apareció en la película Iron Man 2.

### Pym Technologies
Pym Technologies era una empresa multinacional de tecnología e investigación científica fundada por Hank Pym y luego asumida por su protegido, Darren Cross. Tras su salida de S.H.I.E.L.D., Pym fundó la empresa para estudiar mecánica cuántica, pero luego Cross y su hija, Hope van Dyne lo expulsaron de su propia empresa. Obsesionado con recrear las legendarias Partículas Pym, Cross finalmente tuvo éxito y creó el traje de Yellowjacket, con la esperanza de vendérselo a organizaciones militares o terroristas y planea cambiar el nombre de la empresa Cross Technologies. Finalmente, Pym, Van Dyne y Scott Lang lo detienen, y la sede de la compañía es destruida. Algún tiempo después de que los Acuerdos de Sokovia fueran derogados, Van Dyne volvió a comprar la empresa de su padre y la rebautizó como Fundación Pym van Dyne, para utilizar las Partículas Pym de formas nuevas e innovadoras para ayudar a avanzar los esfuerzos humanitarios.
Apareció en las películas Ant-Man y Ant-Man and the Wasp: Quantumania, y también aparece su logo en la serie de Disney+, Hawkeye.

### Orgocorp
Orgocorp es una compañía intergaláctica multimillonaria especializada en bioingeniería de lo menos ética y responsable de varios delitos dentro de la ley intergaláctica.
Apareció en Guardians of the Galaxy Vol. 3.

### Roxxon Corporation
Roxxon Corporation es un gran conglomerado industrial que frecuentemente entra en conflicto con S.H.I.E.L.D. y otros superhéroes debido a su disposición a utilizar métodos poco éticos.
Roxxon Oil Corporation aparece en la serie de televisión Agent Carter, que tiene lugar en la década de 1940. En el episodio «Now is Not the End», el empleado de Roxxon, Miles Van Ert (interpretado por James Urbaniak) colabora con agentes de Leviathan para crear más del destructivo químico nitrameno de Howard Stark en una refinería de Roxxon. La agente de Reserva Científica Estratégica (SSR,) Peggy Carter se infiltra en las instalaciones, pero la agente Leviathan, Leet Brannis utiliza una bomba de nitrameno para hacer implosionar la refinería. En el episodio «Bridge and Tunnel», el presidente de Roxxon, Hugh Jones se reúne con el subdirector de la SSR, Roger Dooley y el agente Jack Thompson con respecto a la implosión, concluyendo que el culpable estaría emitiendo Rayos Vita y luego arrestó a Van Ert. En el episodio «A View in the Dark», Jones y el Consejo de los Nueve convencen a Calvin Chadwick de centrarse en una campaña senatorial en lugar de Isodyne. Energía. En el episodio «The Atomic Job», Peggy se infiltra en la sucursal de Roxxon en Los Ángeles en busca de las bombas atómicas que tienen. Una vez que descubre la ubicación, ella, su compañero Edwin Jarvis y los agentes de SSR se infiltran en las instalaciones y desactivan las bombas antes de que el grupo de Whitney Frost pueda obtener los dispositivos.
En el Marvel One-Shot, A Funny Thing Happened on the Way to Thor's Hammer, el agente Phil Coulson se detiene en una gasolinera de la marca Roxxon de camino a Albuquerque, Nuevo México. En Iron Man 3, Norco, un buque cisterna Roxxon causó un derrame de petróleo, lo que llevó al contador de Roxxon, Thomas Richards (interpretado por Tom Virtue) mantenido cautivo por Trevor Slattery y aparentemente ejecutado en una transmisión en vivo antes de separarse más tarde. El buque antes mencionado es posteriormente confiscado en un astillero donde Aldrich Killian planeó ejecutar al Presidente Matthew Ellis. Originalmente estaba previsto que Simon Krieger apareciera en los primeros borradores, pero fue reemplazado por Killian.
La división Cybertek de Roxxon aparece en la serie de televisión, Agents of S.H.I.E.L.D.. En el episodio «T.R.A.C.K.S.», suministran a Ian Quinn con la tecnología Proyecto Deathlok para convertir a Mike Peterson en un cyborg. En el episodio «Ragtag», Coulson lidera una misión deL equipo S.H.I.E.L.D. para infiltrarse en Cybertek para robar archivos en el Proyecto Deathlok, descubriendo que el agente de S.H.I.E.L.D. convertido en Hydra, John Garrett fue su primer sujeto de prueba en el proceso. En el episodio «Beginning of the End», el director de la planta de fabricación de Cybertek, Kyle Zeller, prepara un equipo de Deathloks para combatir al equipo de Coulson. Sin embargo, tras su derrota, Garrett e Hydra siguen adelante con sus planes mientras el equipo de Coulson asalta Cybertek y toma a Zeller como rehén, creyendo que estaba trabajando para Hydra. Cuando la agente Skye descubre que Hydra tiene como rehén a la esposa de Zeller, la libera mientras el resto del equipo S.H.I.E.L.D. derrota a las fuerzas de Garrett. A partir del episodio «Principia», Cybertek fue cerrado tras la derrota de Garrett mientras que el ex estudiante de la Academia S.H.I.E.L.D., Tony Caine ayudó a falsificar las muertes de los científicos de Cybertek para ayudarlos a encontrar nuevos trabajos, y uno de ellos luego proporcionó información al Agente, Alphonso "Mack" Mackenzie.
Roxxon aparece en la serie de televisión, Daredevil. En el episodio «Nelson v. Murdock», un flashback muestra a Matt Murdock y Foggy Nelson haciendo sus pasantía en el bufete de abogados, Landman & Zack, que demandó a un hombre que desarrolló cáncer mientras trabajaba en una planta de Roxxon y afirmó que el hombre reveló secretos de propiedad. En el episodio «Kinbaku», Elektra Natchios irrumpe en los sistemas de Roxxon para obtener información, descubriendo que la compañía está asociada con La Mano.
Roxxon aparece en la primera temporada de la serie de televisión, Cloak & Dagger. En el episodio «Suicide Sprints», el supervisor de la plataforma Roxxon Gulf Platform, Nathan Bowen, recibe una llamada de emergencia e intenta cerrar las instalaciones. Sin embargo, la plataforma colapsa, liberando energía que convertiría a Tyrone Johnson y Tandy Bowen así como a Andre Deschaine en superhumanos. En el episodio «Princeton Offense», el codicioso director ejecutivo de gestión de riesgos de Roxxon, Peter Scarborough (interpretado por Wayne Péré) difama a Nathan por el accidente mientras Tandy se reúne con la empleada ambientalista Mina Hess (interpretada por Ally Maki). En el episodio «Funhouse Mirrors», Mina revela que su padre Ivan Hess (interpretado por Tim Kang) era un socio de Nathan que se había vuelto catatónico y fue hospitalizado tras el colapso de la plataforma. En el episodio «Lotus Eaters», Tandy y Tyrone finalmente curan a Ivan del trauma y reúnen a este último con Mina. En el episodio «Colony Collapse», Tandy y Mina se enfrentan a Scarborough, quien revela que estaba muy consciente de la energía debajo de la plataforma y contrató a una asesina llamada Ashlie (interpretada por Vanessa Motta) para eliminar a cualquiera que se acercara demasiado. Finalmente, los poderes de Tandy pusieron a Scarborough en un estado catatónico similar al de Iván y Ashlie encuentra más tarde a Scarborough.
Una estación de servicio de Roxxon aparece en el primer episodio de la serie de Marvel Television, Helstrom.
Apareció en las películas Iron Man, Iron Man 2, y Iron Man 3; y el Marvel One-Shot, A Funny Thing Happened on the Way to Thor's Hammer; así como las series de ABC, Agents of S.H.I.E.L.D. y Agent Carter, la serie de Netflix, Daredevil, la serie de Freeform, Cloak & Dagger, la serie de Hulu, Runaways and Helstrom, y las series de Disney+, Loki y Echo.

### Stark Industries
Stark Industries (en español: Industrias Stark) es una empresa fundada por Howard Stark y luego entregada a Tony Stark. Durante la Segunda Guerra Mundial, un joven Howard Stark ayuda a la Reserva Científica Estratégica en su programa del Súper Soldado y brinda asistencia clave a Steve Rogers y la Agente Peggy Carter. El logotipo de Stark Industries se modifica para adaptarse al período de tiempo de la década de 1940. Cuando Tony se convierte en director ejecutivo, la empresa aparece con un logotipo similar a los de Northrop Grumman y Lockheed Martin, y se promociona como el desarrollador de muchos de los mismos sistemas de armas que Lockheed Martin es/era responsable de desarrollar, como el F-22 Raptor y F-16 Fighting Falcon. Después de que muere el padre de Tony, Howard, Obadiah Stane se convierte en el director ejecutivo y luego abdica cuando Tony tiene la edad suficiente para dirigirlo. Después de que Stark regresa de Afganistán, anuncia que cerrará la división de armas de la empresa, lo que provocó que las acciones de la empresa cayesen aproximadamente un 40,7%.
En 2010, Pepper Potts, el amor y futura esposa de Stark, se convierte en directora ejecutiva de la empresa. Stark Industries, por primera vez desde 1974, organizó la renombrada Stark Expo en Flushing Meadows. En 2012, Tony Stark abre la Torre Stark en la ciudad de Nueva York. Después de la invasión Chitauri, casi todas las letras que forman la palabra 'STARK' en el costado de la torre se caen, dejando solo la 'A', reflejando el logotipo de los Vengadores que reemplazaría las letras más adelante. En 2013, Pepper sigue siendo la directora ejecutiva de Stark Industries y Happy Hogan es el jefe de seguridad. Happy llama a una secretaria fuera de cámara llamada Bambi en referencia a Bambi Arbogast. Más tarde se dice que la compañía diseñó el equipo de vuelo alado de Sam Wilson, así como los sistemas de propulsión rediseñados de los Helicarriers. Después de que S.H.I.E.L.D. fuera disuelta, se ve a Maria Hill solicitando un puesto en el departamento de Recursos Humanos de Stark Industries.
La compañía también tiene un impacto negativo, con Wanda y Pietro Maximoff recordando su infancia en la nación ficticia de Sokovia, donde el apartamento en el que vivía la familia Maximoff fue atacado con proyectiles de mortero fabricados por Industrias Stark, matando a sus padres. Esto demostraría ser la base de su odio hacia Stark.
Un antiguo almacén de Industrias Stark se convierte más tarde en la nueva sede de los Vengadores. En 2016, se reveló que Control de Daños es una empresa conjunta entre Stark Industries y el gobierno de los Estados Unidos para limpiar la ciudad de Nueva York después de la invasión.
En 2024, un grupo de ex empleados descontentos de Stark Industries, liderados por Quentin Beck crean un superhéroe inventado llamado Mysterio usando la tecnología de realidad aumentada de Stark Industries, "BARF" para causar estragos mientras usan drones para hacerse pasar por los Elementales. Son detenidos por Peter Parker, pero William Ginter Riva logró filtrar la identidad de Spider-Man a DailyBugle.com.
Apareció en las películas Iron Man, The Incredible Hulk, Iron Man 2, Captain America: The First Avenger, The Avengers, Iron Man 3, Captain America: The Winter Soldier, Avengers: Age of Ultron, Ant-Man, Captain America: Civil War, Spider-Man: Homecoming, Avengers: Infinity War, Avengers: Endgame, Spider-Man: Far From Home y Spider-Man: No Way Home; el Marvel One-Shot, El Consultor ; así como las series de ABC, Agents of S.H.I.E.L.D. y Agent Carter y la serie de Disney+, What If...?.

### The Daily Bugle
The Daily Bugle (anteriormente TheDailyBugle.net) es un medio de noticias sensacionalista inspirado en InfoWars de Alex Jones, con sede en la ciudad de Nueva York y presentado por J. Jonah Jameson. En 2024, el sitio publicó imágenes manipuladas que incriminaban a Spider-Man por la muerte de Mysterio y expuso su identidad secreta como Peter Parker. Betty Brant luego se une a la compañía como pasante y corresponsal de Jameson.
Apareció en las películas del MCU, Spider-Man: Far From Home y Spider-Man: No Way Home, una serie de videos de marketing viral en YouTube y TikTok del mismo nombre, así como en la escena de mitad de créditos de la película del Universo Spider-Man de Sony, Venom: Let There Be Carnage.

### WHIH World News
WHIH World News es un canal de televisión y subsidiaria de VistaCorp que informa noticias políticas, científicas y de entretenimiento. Su programa WHIH Newsfront está presentado por Christine Everhart y Will Adams. A lo largo de los años, ha cubierto historias sobre los bombardeos de Sokovia, la conferencia de prensa "Soy Iron Man" de Tony Stark, la ceremonia de apertura de la Stark Expo de 2011, un enfrentamiento entre Hulk y el militar en Universidad de Culver, las consecuencias de Sublevación de HYDRA, los pensamientos de Wilson Fisk sobre Daredevil, la Batalla de Sokovia, la irrupción de Scott Lang en VistaCorp, la creación de la Unidad Avanzada de Contención de Amenazas (ATCU, en inglés: Advanced Threat Containment Unit), el resurgimiento de Danny Rand, una entrevista con el Dr. Stephen Strange, el nombramiento de Thaddeus Ross como Secretario de Estado, las secuelas del Incidente de Lagos, la firma de los Acuerdos de Sokovia, el regreso de Punisher, avistamientos reportados del Inhumanos, las actividades de los Runaways, un ataque alienígena en la ciudad de Nueva York, celebraciones mundiales después de el Blip, el nombramiento de John Walker como el nuevo Capitán América, y el ataque de los Flag Smashers al Consejo Global de Repatriación en Nueva York.
Apareció en las películas The Incredible Hulk, Iron Man 2, Black Widow, y Eternals; y las series de ABC, Agents of S.H.I.E.L.D. y Inhumans, las series de Netflix, Daredevil, Jessica Jones, Luke Cage, Iron Fist, y The Punisher, y la serie de Hulu, Runaways, y las series de Disney+, WandaVision y The Falcon and the Winter Soldier; y es el foco principal de la serie web, WHIH Newsfront, que sirvió como campaña de marketing viral para Ant-Man y Captain America: Civil War.

### X-Con Security Consultants
X-Con Security Consultants es una empresa de seguridad fundada por Scott Lang, Luis, Dave y Kurt. Mientras Scott está bajo arresto domiciliario por violar los Acuerdos de Sokovia, Luis lo dirige.
Apareció en la película Ant-Man and the Wasp.

## Organizaciones criminales

### Black Widows
Las Viudas Negras (en inglés: Black Widows) son un grupo de asesinas, parte del programa Habitación Roja dirigido por el General Dreykov. El programa toma a jóvenes huérfanas y las convierte en asesinas de élite llamadas "Black Widows" o "Viudas Negras", y es supervisado por varias personas, incluidas Madame B. y Melina Vostokoff. Las graduadas del programa incluyen a Natasha Romanoff y Yelena Belova. El programa envía asesinas, llamados viudas, para realizar misiones, y tras la fuga de Romanoff del programa, adopta técnicas de control mental para evitar su deserción. Se terminó en 2016, luego de la destrucción de la sede de la Habitación por parte de Romanoff y Belova, y cada viuda sobreviviente se fue por caminos separados.
En un universo alternativo donde Capitana Carter fue la primera Vengadora en lugar del Capitán América, Steve Rogers fue capturado por la Habitación Roja en 1953 y le lavaron el cerebro para ser uno de sus agentes. Melina Vostokoff y varias Viudas usaron a Rogers para tenderle una trampa a la Capitana Carter en 2014 con las Viudas luchando contra Romanoff mientras Carter luchaba contra Rogers.
Aparecieron en la película Black Widow; así como en la serie de Disney+, What If...?.

### Consejo de Kangs
El Consejo de Kangs es una asamblea que consta de numerosas variantes de Kang el Conquistador en todo el multiverso, como Immortus, Rama-Tut y Centurion.
Aparecieron en la escena de mitad de créditos de la película Ant-Man and the Wasp: Quantumania..

### Antiguos empleados de Industrias Stark
Los ex-empleados de Industrias Stark son un grupo bajo el liderazgo de Quentin Beck. El grupo también incluye miembros como William Ginter Riva, quien sirvió en Industrias Stark bajo las órdenes de Obadiah Stane. El grupo se especializa en el uso de B.A.R.F., una tecnología de realidad aumentada creada por Beck para Tony Stark, usándola para proyectar a Beck como un héroe conocido como Mysterio en la derrota de ilusiones conocidas como los Elementales. Después de la derrota de Beck, el grupo se disolvió y Riva fue fundamental para revelar la identidad de Spider-Man al mundo, ya que envió directamente las imágenes alteradas de la Batalla de Londres a The Daily Bugle que incriminaban a Spider-Man por los ataques.
Aparecieron en Spider-Man: Far For Home.

### Flag Smashers
Los Flag Smashers, son un equipo de anarquistas que se oponen a todas las formas de nacionalismo, creyendo que la vida era mejor durante el Blip. El grupo publica mensajes en foros en línea y deja pistas en todo el mundo con realidad aumentada. Liderados por Karli Morgenthau, sus miembros han mejorado su fuerza debido a que toman el Suero del Súper Soldado, que les dio el Power Broker. Eventualmente traicionan al Power Broker, quien más tarde se revela como Sharon Carter.
Aparecieron en la serie de Disney+ The Falcon and the Winter Soldier.

### Hydra
Hydra es la antigua división de investigación científica del Partido Nazi de Adolf Hitler y una organización terrorista encubierta responsable de infiltrarse en S.H.I.E.L.D. en la actualidad. Hydra se fundó originalmente como un culto inhumano dedicado a adorar a Hive y continuó existiendo a lo largo de los siglos antes de que se convirtiera en parte de la Alemania nazi bajo Hitler. La encarnación moderna fue creada por Hitler para buscar métodos de creación de armamento avanzado para ayudar a las Potencias del Eje a ganar la Segunda Guerra Mundial. Inicialmente dirigida por Johann Schmidt, Hydra adquirió el Teseracto y realizó investigaciones sobre él para aprovechar la energía que liberaba para impulsar armas. La lealtad de Hydra a sus superiores nazis se volvió solo superficial; ya que Schmidt tenía la intención de aprovechar el potencial del Teseracto para derrocar a Hitler, y finalmente, al mundo, creyendo que no se podía confiar en la humanidad con su propia libertad. Sin embargo, durante la guerra, Hydra aprendió, particularmente debido a los ataques de Steve Rogers a sus operaciones, que la humanidad siempre luchará por su libertad. Después de la desaparición de Schmidt y los exitosos esfuerzos de Rogers para estropear sus planes de atacar ciudades de todo el mundo, Hydra fue derrotada y cayó. Después de la Segunda Guerra Mundial, S.H.I.E.L.D. fue fundada por exmiembros de la Reserva Científica Estratégica y empleó la Operación Paperclip, reclutando a ex científicos de Hydra con valor estratégico. Como parte del proceso, Arnim Zola fue reclutado y posteriormente comenzó a reformar a Hydra en secreto desde S.H.I.E.L.D. Operando discretamente dentro de S.H.I.E.L.D., Hydra organizó golpes políticos, guerras (incluida la Guerra Fría) y asesinatos (incluidos los de Howard y Maria Stark), con la intención de desestabilizar a los gobiernos del mundo y llevar a la humanidad a entregar su libertad a cambio de seguridad. El agente de Hydra Gideon Malick (interpretado por Powers Boothe) se infiltró en el Consejo de Seguridad Mundial. Las operaciones de Hydra fueron expuestas más tarde por Rogers una vez que S.H.I.E.L.D. cayó, y sus restos fueron perseguidos y derrotados por los Vengadores y por los restantes agentes de S.H.I.E.L.D.
Apareció en las películas Captain America: The First Avenger, Captain America: The Winter Soldier, Avengers: Age of Ultron, Ant-Man, Captain America: Civil War y Avengers: Endgame; así como las series de ABC, Agents of SHIELD y Agent Carter, y las series de Disney+, WandaVision via flashback, y What If...?.

### Resistencia Skrull
Un grupo de Skrulls radicales quienes inician la Invasión Secreta mediante la hipotética Tercera Guerra Mundial para exterminar a la humanidad y sustituirla por los Skrulls cómo la especie dominante del planeta Tierra, la cual está liderada por un temible guerrero Skrull llamado Gravik. Después de que los planes de Gravik fueran desbaratados y expuestos por Nick Fury se desarrolla un fuerte sentimiento xenófobo contra los seres alienígenas en todo el mundo.
Apareció en Secret Invasion en Disney +.

### Intelligencia
Intelligencia es una organización hacktivista fundada por Todd Phelps que acosan y critican a personas en desacuerdo con sus intereses, especialmente a mujeres e individuos mejorados.
Aparecieron en la serie de Disney+, She-Hulk: Attorney at Law.

### Ravagers
Los Ravagers (Saqueadores en España y Devastadores en Hispanoamérica) son un sindicato del crimen interestelar compuesto por ladrones, contrabandistas, delincuentes, bandidos, mercenarios, cazarrecompensas y piratas espaciales. Hay casi cien facciones de Devastadores alrededor de la galaxia, cada una dirigida por un capitán independiente. Su código moral establece que los Devastadores no roban a otros Devastadores ni trafican con niños.
Aparecieron en las películas Guardianes de la Galaxia, Guardianes de la Galaxia Vol. 2, Avengers: Endgame y Guardianes de la Galaxia Vol. 3; así como en la serie animada de Disney+, What If...?.

#### Equipo de Stakar Ogord
Stakar Ogord (interpretado por Sylvester Stallone) dirigió su propio equipo de Devastadores. Otros miembros incluyeron a Yondu Udonta, Aleta Ogord, Charlie-27, Martinex, Mainframe y Krugarr (interpretados por Michael Rooker, Michelle Yeoh, Ving Rhames, Michael Rosenbaum, Miley Cyrus (más tarde Tara Strong) respectivamente, con Krugarr interpretado a través de CGI). El equipo finalmente se disolvió, pero se reunió tras la muerte de su excompañero de equipo Yondu.
Apareció en la película Guardianes de la Galaxia Vol. 2 y Guardianes de la Galaxia Vol. 3.

### Watchdogs
Los Watchdogs son una organización terrorista de cazadores de superhumanos, especialmente Inhumanos. Se han enfrentado a varios agencias de inteligencia a lo largo de su historia cómo S.H.I.E.L.D. o ATCU. También son uno de los muchos socios de HYDRA.
Aparecieron en la serie Agentes de S.H.I.E.L.D..

### SERPIENTE
SERPIENTE o la Sociedad Serpiente son un grupo de mercenarios con alias de especies de reptiles contratados por el supervillano el Líder para robar un cargamento de adamantium en México. Su líder es Sidewinder, quien es arrestado por Sam Wilson.
Aparecieron en Capitán America: Brave New World.

### Merodeadores
Los Merodeadores eran un grupo de piratas espaciales que se aprovecharon de la destrucción del Puente Arcoíris en Asgard y causaron estragos en los Nueve Reinos. hasta que fueron detenidos por Thor, Sif, los Tres Guerreros y los Einherjar.
Aparecieron en la película, Thor: The Dark World.

### Diez Anillos
Los Diez Anillos es una organización criminal terrorista clandestina fundada hace mil años por el inmortal señor de la guerra Xu Wenwu y llamada así por sus místicos diez anillos. El nombre del grupo es un homenaje a los diez anillos cósmicos del mandarín en Marvel Comics. En 1996, Wenwu disolvió la organización después de casarse y formar una familia, pero reactivó los Diez Anillos tras la muerte de su esposa, Ying Li.
En 2010, Obadiah Stane contrata a la organización para secuestrar a Tony Stark en Afganistán, con la célula dirigida por un hombre llamado Raza.
Los Diez Anillos también ayudan a organizar que Ivan Vanko viaje a Mónaco para vengarse de Stark.
Años más tarde, Aldrich Killian de A.I.M. contrata al actor Trevor Slattery para que se haga pasar por Wenwu; sin estar familiarizado con la historia de Wenwu, Killian inventa el personaje "El Mandarín" para Slattery y lo hace transmitir mensajes de propaganda sin saberlo reclamando crédito en nombre de los Diez Anillos por las explosiones causadas por los experimentos fallidos de Extremis de A.I.M. Sin embargo, luego de su arresto, Slattery se enfrenta a Jackson Norriss en prisión, quien le revela que es miembro del grupo y que "el Mandarín" es real.
En 2025, un miembro de la organización también fue uno de los compradores potenciales de Darren Cross de su traje Yellowjacket.
En algún momento después de 2023, Wenwu comienza a escuchar la voz de su difunta esposa y le dice que está atrapada en su antiguo hogar, Ta Lo. Wenwu envía a sus guerreros de los Diez Anillos para capturar a sus hijos separados Shang-Chi y Xialing por sus colgantes que pueden llevarlo a Ta Lo. Wenwu y los Diez Anillos llegan a Ta Lo y atacan el pueblo para liberar a Li. Sin que Wenwu lo supiera, la voz de Li era la del Morador de la Oscuridad sellado, que lo manipula para que lo libere a él y a sus secuaces. Los Diez Anillos forman una tregua con los aldeanos para luchar contra la nueva amenaza. Después de la muerte de Wenwu, Xialing se convierte en la nueva líder de los Diez Anillos y comienza a reestructurarlo incorporando más reclutas femeninas a la organización que anteriormente era exclusivamente masculina.
La organización Diez Anillos fue una creación original del Universo cinematográfico de Marvel. La organización se parece a Si-Fan de los libros de Sax Rhomer. En la serie animada Iron Man: Armored Adventures, Gene Khan, el Mandarín lidera el Tong; tong es el nombre de un tipo de organización criminal de inmigrantes chinos en los Estados Unidos.
Apareció en las películas Iron Man, Iron Man 2, Iron Man 3, Ant-Man y Shang-Chi and the Legend of the Ten Rings; así como el One-Shot, All Hail the King; así como en la serie animada de Disney+, What If...?.

### Grupo Tiván
El Grupo Tiván es un poderoso grupo liderado por el Coleccionista. Responsable de la fundación de la colonia minera Exitar en Knowhere, el grupo ejerce un enorme poder y prestigio en el inframundo criminal del cosmos.
Apareció en las películas Thor: The Dark World y Guardians of the Galaxy; así como en la serie animada de Disney+, What If...?.

### Tracksuit Mafia
Tracksuit Mafia (Mafia Deportiva en Hispanoamérica, y los Chandaleros, en España) es una organización criminal que opera en la ciudad de Nueva York y trabaja para Wilson Fisk / Kingpin. En los cómics, se les conocía como Tracksuit Draculas.
Aparecieron en la serie de Disney+, Hawkeye.

### La Mano
Yami no te (闇の手), conocida también como La Mano, fue un antiguo y poderoso clan ninja con el objetivo final de ganar la inmortalidad. La Mano se originó en K'un-Lun, cuando los cinco fundadores fueron desterrados de la ciudad y desde entonces vivieron en las sombras durante siglos, promoviendo su objetivo a través de guerras e influencia sobre gente poderosa.
Cuando la Mano llegó a la ciudad de Nueva York, el líder, Nobu Yoshioka utilizó a Wilson Fisk para traer a la ciudad al Cielo Negro. Sin embargo, su plan fue interrumpido por la muerte de Yoshioka. Gracias al poder de resurrección de la Mano, Yoshioka regresó para dirigir la Mano en Nueva York y buscar un nuevo Cielo Negro para su guerra contra la Casta. Elektra era el nuevo Cielo Negro, pero ella se negó y después del ataque a la Mano, esta y Yoshioka murieron.
Madame Gao, líder de otra facción de la Mano, continuó su distribución de heroína en la ciudad de Nueva York con la ayuda de su influencia en Empresas Rand. El regreso de Daniel Rand, el nuevo Iron Fist, causó la destrucción de su operación y la reaparición de la facción de Bakuto, quien estaba convencido de convertir al Iron Fist en su aliado. A pesar de la muerte de Bakuto, la Mano realizó un ataque contra la ciudad de K'un-Lun con la ausencia de Rand.
Alexandra Reid usó lo último de La Sustancia, un elixir regenerativo, para traer a Elektra a la vida como el Cielo Negro. Para encontrar más reservas, los cinco líderes de la Mano se reunieron en la ciudad de Nueva York e intentaron capturar a Daniel Rand para abrir las puertas de la sustancia. Sin embargo, los Defensores se formaron para evitar la destrucción de la ciudad. Cuando la Mano consiguió la sustancia, Elektra mató a Reid y dirigió a la Mano para sus propios fines, solo para llevarlos a su perdición cuando los Defensores enterraron a los líderes bajo tierra.
Aparecieron en las series de Netflix, Daredevil, Iron Fist y The Defenders.

### Maggia
Maggia es una mafia italiana compuesta por varias familias criminales que operan en grandes ciudades cómo Los Angeles y Nueva York.
Aparecieron en las series de ABC, Agent Carter y la serie de Netflix, Daredevil.

### Brigada de Demolición
La Brigada de Demolición (en inglés: Wrecking Crew) es un grupo criminal de cuatro hombres que empuñan como armas herramientas de construcción asgardianas mejoradas robadas. Los miembros del grupo están formados por Demoledor, Martinete, Bulldozer y Bola de Trueno. Fueron contratados por Todd Phelps / HulkKing para robar una muestra de sangre irradiada con rayos gamma de Jennifer Walters, aunque ella los derrota.
Aparecieron en la serie de Disney+, She-Hulk: Attorney at Law.

### Fanáticos
Los Fanáticos (en inglés: Zealots) eran una facción separatista de los Maestros de las Artes Místicas liderada por Kaecilius. Kaecilius y sus discípulos sobrevivientes recibieron la inmortalidad que siempre anhelaron de Dormammu; desafortunadamente para ellos, las advertencias a las que no prestaron atención resultaron ser correctas, ya que los tres fueron arrastrados a la Dimensión Oscura cuando el Doctor Strange derrotó a Dormammu. 
Aparecieron en la película Doctor Strange.

### Grupo O.X.E.
El grupo O.X.E. es una organización secreta dirigida por Valentina Allegra de Fontaine, que trabajaba en el proyecto Sentry, que buscaba crear un nuevo superhéroe. La mayor parte de su investigación fueron destruidas por Yelena Belova y los restantes fueron quemadas porque Valentina estaba siendo investigada y se creía que el proyecto había fracasado, hasta que Bob apareció. Actualmente su base de operaciones está en la Torre Watchpower (anteriormente la Torre de los Vengadores).
Para esta organización trabajaron Yelena Belova, U.S. Agent, Ava Starr y Antonia Dreykov. 
Aparecieron en la película Thunderbolts*.

## Agencias gubernamentales

### Control de Daños
El Departamento de Control de Daños de los Estados Unidos (en inglés: United States Department of Damage Control), también conocido por su acrónimo en inglés DODC; a menudo denominado simplemente Control de Daños (en inglés: Damage Control), es una agencia del gobierno de los Estados Unidos especializada en contener daños provocados por cualquier objeto y individuo mejorado a través de medidas tan poco éticas que muchas de ellas se consideran completamente inconstitucionales.
En 2012, se crea con la ayuda de Stark Industries para limpiar después de la Batalla de Nueva York. Esto lleva a la compañía de Adrian Toomes a la quiebra y lleva a este último a su vida criminal como el Buitre.
En 2016, agentes del DODC llegan para limpiar un banco destruido y una tienda de comestibles.
En 2024, los agentes del DODC, liderados por P. Cleary, llega al apartamento de Peter Parker. Lo traen a él, a su tía May y a sus amigos, Ned Leeds y Michelle Jones, a la comisaría de policía de Nueva York para ser interrogado después de que su identidad como Spider-Man se hiciera pública y fuera incriminado por el asesinato de Mysterio. Más tarde, Cleary se reúne con Happy Hogan y Matt Murdock para discutir la tecnología faltante de Stark. Luego, The Daily Bugle llama a agentes del DODC al condominio de Hogan y presencian la pelea entre Parker y personas multiversales desplazadas, antes de abrir fuego contra Parker cuando está a la vista.
En 2025, los agentes del DODC, P. Cleary y Sadie Deever inician una investigación sobre la residente de Jersey City y la superheroína emergente Kamala Khan, luego de que se sospechara que causó daños y lesiones significativos durante la exhibición local AvengerCon. Sus métodos para rastrearla generan una gran controversia entre el público, particularmente provocando la ira de la comunidad musulmana-estadounidense de la ciudad por su intento de invadir (en el caso de Cleary, a regañadientes) una mezquita relacionada con los socios de Khan. Finalmente, Cleary le ordena a Deever que abandone la operación como resultado de la reacción negativa del público, y Deever opta por continuar con la captura de Khan, su primo Kamran y sus amigos en el Coles Academic High School. Posteriormente, la redada de Deever llama la atención de los lugareños de Jersey City, lo que les permite intervenir y evitar que Control de Daños capture a Khan, quien finalmente huye de la escena después de consolar a Kamran. Los acontecimientos que siguieron provocaron que Cleary despidiera a Deever de su puesto por su incapacidad para cumplir las órdenes y por poner a los niños en riesgo.
Ese mismo año, los agentes del DODC llegan a una gala anual de premios en Los Ángeles, California para detener a Jennifer Walters y ponerla en su prisión supermax.
Apareció en las películas Spider-Man: Homecoming y Spider-Man: No Way Home; así como las series de Disney+, Ms. Marvel y She-Hulk: Attorney at Law.

### Consejo de Repatriación Global
El Consejo de Repatriación Global (en inglés: Global Repatriation Council), abreviado como GRC, es una organización internacional establecida por los gobiernos del mundo después del Blip, que es responsable de administrar los recursos para los refugiados desplazados por este evento.
Apareció en la serie de Disney+, The Falcon and the Winter Soldier.

### Nova Corps
Los Nova Corps era la fuerza militar y policial intergaláctica del Imperio Nova que tenía su sede en el planeta Xandar. Liderados por Nova Prime, los Nova Corps inicialmente arrestan a los Guardianes de la Galaxia en Xandar después de que causan un disturbio público y los envían a Kyln, una prisión segura. Más tarde, durante la Batalla de Xandar, Corps defiende Xandar de Ronan el Acusador junto con los Guardianes, pero Ronan los destruye casi por completo usando la Gema del Poder. Después de la batalla, Corps borra cada uno de los antecedentes penales de los Guardianes en agradecimiento, mientras que el Orbe se coloca en posesión de Corps para su custodia. Cuatro años más tarde, se presume que los Nova Corps fueron aniquilados por Thanos durante la destrucción de Xandar en busca de la Gema, como menciona Thor. Otros miembros notables de Corps incluyen a Rhomann Dey y Denarian Garthan Saal.
La versión cinematográfica de Nova Corps actúa como una fuerza policial tradicional, sin mencionar a la Nova Force. Cuando se le preguntó acerca de una película en solitario de Nova, James Gunn dijo: "Creo que siempre existe la posibilidad de una película de Nova".
En un universo alternativo, Nebula se unió al Nova Corps después de que Ronan matara a Thanos y Gamora, y posteriormente libró la guerra contra Xandar.
Apareció en la película Guardianes de la Galaxia y en la serie animada de Disney+, What If...?.

### S.A.B.E.R.
Strategic Aerospace Biophysics and Exolinguistic Response (Servicio Aeroespacial Biofísico y Exolingüística de Respuesta en Hispanoamérica, y Sistema Aeroespacial de Biofísica y Exolingüística de Respuesta, en España), más conocida por sus siglas, S.A.B.E.R., es un sistema de defensa aeroespacial humano-Skrull fundado en respuesta a la Infinity War. Después de el Blip, fue encabezado por  Nick Fury y mantuvo información sobre los superhéroes actuales y los nuevos superhéroes.
Apareció en las películas Spider Man: Far From Home y The Marvels; así como en la serie de Disney+, Invasión Secreta.

### S.H.I.E.L.D.
El Sistema Homologado de Inteligencia, Espionaje, Logística, y Defensa (en inglés: Strategic Homeland Intervention, Enforcement, and Logistics Division), más conocida por su acrónimo S.H.I.E.L.D., es una agencia de inteligencia fundada por Peggy Carter, Howard Stark, y Chester Phillips después de la Segunda Guerra Mundial como sucesora de la Reserva Científica Estratégica. Los agentes y científicos de alto rango a lo largo de la historia temprana de S.H.I.E.L.D. incluyen a Hank Pym, Janet van Dyne, Arnim Zola, y Bill Foster; Pym y van Dyne operaron de forma encubierta como Ant-Man y Wasp en nombre de S.H.I.E.L.D. desde la década de 1960 hasta la desaparición de van Dyne en 1987 y la dimisión de Pym en 1989, respectivamente. A principios del siglo XXI, Nick Fury fue ascendido al puesto de director por el secretario, Alexander Pierce, que trabajaba en secreto para Hydra. En 2010, el agente Phil Coulson fue enviado a hablar con Tony Stark y Pepper Potts después de su secuestro en Afganistán, pero antes de que pudiera hacerlo, Stark se involucró en una batalla con Obadiah Stane en un traje blindado avanzado. Más tarde, en una conferencia de prensa, Stark se declara públicamente como "Iron Man", lo que llevó a Fury a acercarse a él para hablarle sobre la "Iniciativa Vengadores". S.H.I.E.L.D. también estuvo involucrado en un ataque de un ejército de drones no tripulados en la Stark Expo, supervisó la actividad del Dr. Bruce Banner, fue testigo de la llegada de Thor a Puente Antiguo, Nuevo México, y recuperaron el cuerpo perdido hace mucho tiempo del Capitán América. En 2012, Fury reunió un equipo que constaba de seis individuos extraordinarios conocidos como los Vengadores en respuesta al robo del Teseracto por parte de Loki, que condujo a la Batalla de Nueva York. Después del incidente, Fury revive en secreto a Coulson (quien fue asesinado por Loki) a través del Proyecto T.A.H.I.T.I., mientras que Rogers se une a S.H.I.E.L.D.
Durante el Sublevación de HYDRA, se reveló que la misma se había estado infiltrando en secreto en S.H.I.E.L.D. durante años, lo que culminó con la destrucción del Triskelion, tres Helicarriers y el Proyecto Insight, junto con el colapso de S.H.I.E.L.D. e Hydra.
En 2015, S.H.I.E.L.D. fue revivido en secreto por Coulson y Fury, este último ayudando a los Vengadores durante la Batalla de Sokovia.
En 2024, S.H.I.E.L.D. creó un traje de sigilo para Peter Parker y un agente se lo dio cuando estaba en Europa.
Apareció en las películas Iron Man, The Incredible Hulk, Iron Man 2, Thor, Captain America: The First Avenger, The Avengers, Captain America: The Winter Soldier, Avengers: Age of Ultron, Ant-Man, Ant-Man and the Wasp, Capitana Marvel, Spider-Man: Far From Home y Black Widow; los Marvel One-Shots, The Consultant, A Funny Thappened on the Way to Thor's Hammer, Item 47 y Agent Carter; así como la serie de ABC ,Agents of S.H.I.E.L.D. y la serie animada de Disney+, What If...?.

#### S.T.R.I.K.E.
Special Tactical Reserve for International Key Emergencies, también conocido como S.T.R.I.K.E. es una unidad de S.H.I.E.L.D. dirigida por Steve Rogers, pero también infiltrada por topos de Hydra como Brock Rumlow. Un vistazo a los registros de S.H.I.E.L.D. en The Avengers muestra que Natasha Romanoff y Clint Barton se asociaron bajo el Team Delta de S.T.R.I.K.E.
Apareció en las películas Captain America: The Winter Soldier y Avengers: Endgame; así como la serie animada de Disney+, What If...?.

### Reserva Científica Estratégica
La Reserva Científica Estratégica (en inglés: Strategic Scientific Reserve), también conocida por sus siglas en inglés SSR, fue una agencia de guerra aliada ultrasecreta durante la Segunda Guerra Mundial, fundada por Chester Phillips, Howard Stark y Peggy Carter, por orden de Franklin D. Roosevelt. Tenía su sede en Londres. Más tarde fue reemplazado por S.H.I.E.L.D., con todas las operaciones a cargo de Nick Fury.
Apareció en la película Captain America: The First Avenger, las series de ABC, Agents of S.H.I.E.L.D. y Agent Carter, y la serie de Disney+ What If...?.

### S.W.O.R.D.
Sentient Weapon Observation and Response Division (en español: División de Observación y Respuesta de Armas Sentientes), más conocida por sus siglas en inglés S.W.O.R.D., es una agencia de inteligencia que fue fundada por Maria Rambeau. En 2020, Rambeau murió de cáncer, lo que llevó a Tyler Hayward a sucederla y convertirse en el nuevo director interino. Bajo las directivas de Hayward, S.W.O.R.D. obtuvo el cadáver de Visión y comenzó el proceso de intentar reactivarlo. En 2023, dos semanas después de el Blip, Wanda Maximoff creó una anomalía en la ciudad de Westview, Nueva Jersey, lo que provocó que S.W.O.R.D. enviara a uno de sus agentes, Monica Rambeau, para ayudar al agente del FBI, Jimmy Woo a investigarlo. Después de que Rambeau es succionado accidentalmente dentro de la anomalía, Hayward y otros miembros de S.W.O.R.D. establecieron una base de respuesta temporal fuera de la ciudad, trayendo a Darcy Lewis para investigar más a fondo la anomalía. Más tarde, Hayward reactiva con éxito a Visión a través de la exposición al poder de Wanda desde un dron y lo envía dentro de la anomalía para matar a Maximoff y la simulación de Visión. Luego de una tensa confrontación entre la familia Maximoff, S.W.O.R.D. y Agatha Harkness, arrestan a Hayward y Monica se encuentra con un Skrull que se hace pasar por agente del FBI.
S.W.O.R.D. originalmente estaba destinado a aparecer en Thor, en una escena eliminada posterior a los créditos en la que Erik Selvig les dice a Jane Foster y Darcy que "hagan una referencia cruzada... con la base de datos de S.W.O.R.D.". Sin embargo, debido a complicaciones con 20th Century Fox, que en ese momento poseía los derechos cinematográficos de los miembros de S.W.O.R.D., Lockheed y Abigail Brand, la escena se eliminó. El equipo creativo detrás del programa de televisión, Agents of S.H.I.E.L.D. tenía la intención de incorporar S.W.O.R.D., pero Marvel Studios les negó el permiso.
Apareció en la serie de Disney+, WandaVision.

### Perros de Guerra
Los Perros de Guerra (también llamados Hatut Zaraze) son agentes durmientes responsables de operaciones encubiertas y recopilación de inteligencia para Wakanda. Están marcados con un tatuaje en los labios para identificarse cuando se les solicite. En 1992, el rey T'Chaka visitó a su hermano N'Jobu en Oakland, California, donde estaba destinado como un Perro de Guerra. Al revelar que había enviado a Zuri para espiarlo, T'Chaka exigió saber por qué N'Jobu había ayudado al traficante de armas del mercado negro Ulysses Klaue a robar un alijo de vibranio de Wakanda antes de matarlo para salvar la vida de Zuri.
En 2016, Nakia, miembro de los Perros de Guerra, es rescatada por T'Challa y Okoye mientras realizaba una misión en Nigeria, y la llevan de regreso a Wakanda para asistir al funeral de T'Chaka. Más tarde, después de que N'Jadaka asciende al trono de Wakanda, le ordena a W'Kabi que entregue vibranio a los Perros de Guerra estacionados en todo el mundo, pero este complot se vio frustrado por la resistencia de T'Challa y sus aliados en Wakanda.
Aparecieron en la película Black Panther.
La miniserie Eyes of Wakanda explora más a fondo la historia de los Perros de Guerra.

### Consejo Mundial de Seguridad
El Consejo Mundial de Seguridad (en inglés: World Security Council) es un consejo internacional formado por políticos de algunos de los países más poderosos del mundo que funciona como supervisor de S.H.I.E.L.D. Sus objetivos declarados son facilitar la cooperación en derecho internacional, seguridad internacional, desarrollo económico, progreso social, derechos humanos y el logro de la paz mundial.
Apareció en las películas The Avengers y Captain America: The Winter Soldier; así como en la serie animada de Disney+, What If...?.

## Otros

### Deadpool Corps
El Deadpool Corps es un equipo compuesto por diversas variantes de Deadpool enviadas al Vacío y su líder es Ladypool. Ellos sirven como aliados de Cassandra Nova.
El Deadpool Corps apareció en la película Deadpool & Wolverine.

### Einherjar
Einherjar es el ejército de Asgard que ha estado sirviendo al trono asgardiano desde la época del padre de Odín, Bor. A lo largo de milenios, han luchado contra las Elfos Oscuros, las Gigantes de Hielo y los Merodeadores, así como las fuerzas de Hela y Thanos. Su líder actual es Tyr.
Aparecieron en las películas Thor, Thor: The Dark World, Thor: Ragnarok, Avengers: Endgame, y Thor: Love and Thunder; así como en la serie animada de Disney+, What If...?.

### Illuminati
Los Illuminati es una organización establecida por una versión alternativa de Stephen Strange en la Tierra-838. Están destinados a monitorear y detectar amenazas potenciales para el multiverso más amplio. Junto a Strange como miembros del consejo están Maria Rambeau / Capitana Marvel, Peggy Carter / Capitana Carter, Blackagar Boltagon / Black Bolt, el Profesor Charles Xavier y Reed Richards. Cuando Strange usa imprudentemente el Darkhold para evitar que Thanos provoque la invasión de su mundo, sus compañeros lo consideraron una amenaza para el multiverso, lo que lo llevó a ser ejecutado por Boltagon y posteriormente reemplazado por el Hechicero Supremo sucesor, Karl Mordo. Algún tiempo después, los Illuminati arrestan y encarcelan al Stephen Strange de la Tierra-616, ya que temen que él y su compañera América Chávez representen una amenaza similar. Sin embargo, su intento de decidir su destino es interrumpido por una corrupta Wanda Maximoff de la Tierra-616, quien a través de una incursión, se infiltra en su cuartel general y mata a todos los miembros de la organización (excepto a Mordo) mientras Strange, Chávez y Christine Palmer de esa realidad persiguen el Libro de los Vishanti para someterla.
Aparecieron en la película Doctor Strange in the Multiverse of Madness.

### Imperio de Kang
El Imperio de Kang es un régimen subatómico fascista que gobierna todo el Reino Cuántico y su dictador se le conoce Kang el Conquistador, un imperialista multiversal que fue exiliado por sus antiguos aliados por conquistar y destrozar realidades alternativas.
Aparece en la película Ant-Man and the Wasp: Quantumania.

### La Confederación
La Confederación (en inglés: Confederacy) es una organización intergaláctica representada por diplomáticos de varias especies alienígenas del universo. Están interesados en el material originario del planeta Tierra conocido como «gravitonium», y para ello necesitan la ayuda de Hydra para explotar ese material. Después manipulan al ex-general militar Glenn Talbot para conseguir sus fines, aunque la Tierra sería destruida, cumpliéndose un hecho de la misma línea de tiempo a la que los agentes viajan través del futuro. Un año después la organización es extinta por los Cazadores Chronicoms.
Aparecieron en Agents of S.H.I.E.L.D..

### Maestros de las Artes Místicas
Los Maestros de las Artes Místicas son una orden de hechiceros dedicados a proteger al mundo de las amenazas místicas. Se originaron en la época de Agamotto, y a lo largo de los siglos, se desarrollaron hasta su forma actual. Los miembros actuales y anteriores notables incluyen al Dr. Stephen Strange, Wong, Ancestral, Karl Mordo / Baron Mordo, Kaecilius, Jonathan Pangborn, Daniel Drumm, Hamir, Tina Minoru, Sol Rama y Rintrah.
Aparecieron en las películas Doctor Strange, Avengers: Endgame y Doctor Strange in the Multiverse of Madness; así como en la serie animada de Disney+, What If...?.

### Cabal de Cazadores de Monstruos
El Cabal de Cazadores de Monstruos es una orden mística que caza seres malignos por todo el planeta durante siglos, la organización es heredada por Elsa Bloodstone de su padre de Ulysses.
Aparecieron en el especial, Werewolf by Night.

### Los Otros
Los Otros es una fuerza de resistencia en el Vacío contra Cassandra Nova y sus aliados. El equipo estaba formado por Eric Brooks / Blade, Laura / X-23, Remy LeBeau / Gambito y Elektra Natchios. También estaba formado por Johnny Storm  / Antorcha Humana, Frank Castle / Punisher, Matt Murdock / Daredevil, Peter Maximoff / Quicksilver y Erik Lehnserr / Magneto antes de sus muertes. Posteriormente se unieron al equipo Wade Wilson / Deadpool y Logan / Wolverine.
A partir de 2024, ellos aparecieron en la película Deadpool & Wolverine (2024).

### Dagas Rojas
La Orden de las Dagas Rojas, o simplemente Dagas Rojas, es una orden de guerreros místicos con sede en Pakistán y dedicada a proteger al mundo de amenazas interdimensionales y sobrenaturales. Específicamente, se interesan en rastrear y eliminar a los Clandestinos, o djinn que intentan derribar el Velo de Noor para fusionar su mundo natal con la Tierra. Los miembros actuales y anteriores notables incluyen a Kareem y Waleed.
Aparecieron en la serie de Disney+, Ms. Marvel.

### Time Variance Authority
Time Variance Authority (en español: Autoridad de Variación Temporal en Hispanoamérica, y Agencia de Variación Temporal, en España), conocida por su sigla en inglés TVA, o AVT en español, es una organización ubicada fuera del espacio y el tiempo y fue creada por «He Who Remains» para garantizar la preservación de la «Sagrada Línea de Tiempo». «He Who Remains» creó la TVA para evitar que variantes multiversales malvadas de sí mismo surgieran después de que una Guerra Multiversal librada entre ellos lo llevó a destruir el multiverso para detenerlos, manteniendo la «Sagrada Línea de Tiempo» bajo control. Al construir la TVA, extrajo variantes de varias personas de todas las épocas, borró sus recuerdos, les hizo creer que ellos y la TVA fueron creados por los Guardianes del Tiempo y construyó androides para que sirvieran como Guardianes del Tiempo. Miss Minutes es la mascota del reloj antropomórfico animada de la TVA, y el hotel Atlanta Marriott Marquis se utilizó para retratar las Sede de la AVT.
En un 2012 alternativo visitado por el atraco en el tiempo de los Vengadores, Loki escapó de la Torre Stark con el Teseracto luego de su derrota, lo que llevó a los agentes de la TVA a detenerlo. Más tarde, Sylvie, una variante rebelde de sí mismo, le revela a Loki que todos los agentes de la TVA son variantes tomadas de diferentes líneas temporales por «He Who Remains». «He Who Remains» es asesinado por Sylvie después de que ella rechaza su oferta de dirigir la TVA mientras Mobius y B-15 cierran simultáneamente las operaciones de la TVA después de enterarse de que son variantes, restableciendo el multiverso. Loki aparentemente se encuentra en una nueva TVA ante una estatura de «He Who Remains», sin que Mobius y B-15 lo reconozcan, solo para que se revelara que Loki en realidad había comenzado a experimentar un desfase en el tiempo debido a «He Who Remains» y había sido enviado 400 años al pasado de la TVA. Loki se desfasó entre el pasado y el presente hasta que Mobius y el técnico de la TVA, Ouroboros "O.B." ayudó a estabilizarlo. Sin embargo, el Telar Temporal en el corazón de la TVA comenzó a sobrecargarse y Loki se desfaso brevemente hacia el futuro donde se estaba volviendo crítico y la TVA estaba siendo evacuada. Trabajando con sus amigos, Loki intentó detener la crisis y salvar la TVA, creyendo que era la única protección contra las variantes de Kang que estaban por llegar.
Después de que Loki transformó el multiverso, incluida la «Sagrada Línea de Tiempo», en un árbol parecido a Yggdrasil, TVA siguió el camino de Loki, comprometiéndose a proteger el multiverso y buscar variantes de Kang.
Apareció en ambas temporadas de la serie de Disney+, Loki y la película Deadpool & Wolverine. El logotipo de la TVA se vio en la serie de Disney+, She-Hulk: Attorney at Law.